# Richtlinie (EU) 2019/771 (Warenkauf)
Durch die Richtlinie (EU) 2019/771 oder nicht amtlich Warenkauf-Richtlinie (WKRL) wird ein Rechtsrahmen für Verträge über den Warenkauf geschaffen, der weitgehend einheitlich in allen Unionsmitgliedstaaten umgesetzt werden muss und dazu führen soll, dass die Verbraucherrechte in der Europäischen Union weiter gestärkt werden (Artikel 1 WKRL).

## Geschichte
Die Richtlinie (EU) 2019/770 über bestimmte vertragsrechtliche Aspekte der Bereitstellung digitaler Inhalte und digitaler Dienstleistungen (DIRL) sowie das Pendant dazu, die Warenkauf-Richtlinie (WKRL) dienen beide der Stärkung der Verbraucherrechte und haben den Ursprung in der Verbrauchsgüterkauf-Richtlinie 1999/44/EG. In weiterer Folge, nach Erlassung der Verbrauchsgüterkaufrichtlinie wurden weitere Harmonisierungsschritte des nationalen Rechts der Mitgliedstaaten der Europäischen Union als erforderlich erachtet und Vorschläge unterbreitet (Beispiele):
- Aktionsplan zu einem kohärenten europäischen Vertragsrecht (2003),[7]
- Entwurf eines Gemeinsamen Referenzrahmens (2008),
- Grünbuch Option für die Einführung eines Europäischen Vertragsrechts für Verbraucher und Unternehmer (2010),[8]
- Vorschlag für ein Gemeinsames Europäisches Kaufrecht (2011, wurde 2014 zurückgezogen),[9][10]
- zwei Richtlinienvorschläge zum Digitalen Binnenmarkt (2015), die bereits für die späteren Richtlinien DIRL und WKRL Vorarbeiten leisteten.[11][12]

Schlussendlich konnten 2019 die DIRL und die WKRL, 20 Jahre nach Erlass der Verbrauchsgüterkauf-Richtlinie, verabschiedet werden.

## Ziele und Zweck der Richtlinie
Die WKRL soll die Strategie für einen harmonisierten Binnenmarkt in Europa zu Gunsten der Verbraucher und der Unternehmer unterstützen und die Beseitigung der größten Hindernisse für die Entwicklung des grenzüberschreitenden Handels in der Union erreichen. Der weitaus größte Anteil des grenzüberschreitenden Handels in der EU entfällt auf den Online-Warenkauf. Die WKRL soll Unterschiede im nationalen Vertragsrecht sowohl für Einzelhändler, die Kanäle des Fernabsatzes nutzen, als auch klassische Einzelhändler beseitigen und sie bei einer grenzüberschreitenden Ausweitung ihrer Tätigkeit fördern. Daher umfasst die WKRL alle Absatzkanäle die Waren an Verbraucher verkaufen.
Die WKRL ergänzt die Richtlinie 2011/83/EU (Verbraucherrechte-Richtlinie) und die DIRL. Die Verbraucherrechte-Richtlinie ist hauptsächlich darauf gerichtet, vorvertragliche Informationspflichten, das Widerrufsrecht bei Fernabsatz- oder außerhalb von Geschäftsräumen geschlossenen Verträgen sowie Bestimmungen über Warenlieferung und Risikoübergang zu regeln. Die WKRL ergänzt diese Bestimmungen der Verbraucherrechte-Richtlinie mit Bestimmungen über:
- Anforderungen an Kaufverträge zwischen Verkäufern und Verbrauchern
- die Vertragsmäßigkeit der Waren,
- die Abhilfen im Falle einer Vertragswidrigkeit und
- die Modalitäten für deren Inanspruchnahme dieser Abhilfen sowie
- über gewerbliche Garantien.

## Anwendungsbereich der Richtlinie
Die WKRL ist wie die DIRL ausschließlich auf Verbrauchergeschäfte anzuwenden (Artikel 3 WKRL bzw. Artikel 3 DIRL). Beide Richtlinien sind auch auf Waren, somit bewegliche körperliche Sachen jedweder Art, anzuwenden, jedoch gilt die DIRL eingeschränkt nur für digitale Inhalte oder Dienstleistungen. Die WKRL gilt für den Kauf von Waren, einschließlich Waren mit digitalen Elementen. Zentrales Unterscheidungsmerkmal zwischen dem Anwendungsbereich der DIRL und der WKRL ist, dass der Inhalt des Vertrages bei Anwendung der DIRL „digital“ sein muss (die Ware oder die Dienstleistung). Beispiele für Vertragsinhalte, die der WKRL unterliegen:
- Waren ohne und mit digitalen Elementen,[18]
- Waren, mit denen digitale Dienstleistungen verbunden sind, welche die Erstellung, Verarbeitung, die Speicherung von oder den Zugang zu Daten in digitaler Form erlauben (z. B.: Software as a Service, die in einer Cloud-Computing-Umgebung bereitgestellt wird, die fortlaufende Bereitstellung von Verkehrsdaten in einem Navigationssystem oder die fortlaufende Bereitstellung von individuell angepassten Trainingsplänen im Falle einer intelligenten Armbanduhr (smart watch)).

Die WKRL ist weitgehend der DIRL angepasst, jedoch nicht vollständig. Dadurch kann es z. B. bei Waren mit digitalen Elementen unter Umständen zu Rechtsschutzlücken im Hinblick auf den umfassenderen Schutz aus der DIRL bzgl. Waren mit digitalen Inhalten kommen.
Die WKRL gilt ausdrücklich nicht für:
- digitale Inhalte, die auf körperlichen Datenträgern wie DVDs, CDs, USB-Sticks und Speicherkarten bereitgestellt werden, sowie für den körperlichen Datenträger selbst, sofern die körperlichen Datenträger ausschließlich als Träger der digitalen Inhalte dienen. Für diese Waren ist die DIRL anzuwenden,
- Waren, die aufgrund von Zwangsvollstreckungsmaßnahmen oder anderen gerichtlichen Maßnahmen verkauft werden.

Die Unionsmitgliedstaaten können lebende Tiere und gebrauchte Waren, die in einer öffentlichen Versteigerung verkauft werden vom Anwendungsbereich dieser Richtlinie ausschließen (Artikel 3 Abs. 5 lit. a und b WKRL).
BeachteDie WKRL nennt als Warenanbieter den Verkäufer, die DIRL dieselbe Person Unternehmer. Aus der Begriffsdefinition in Artikel 2 Zif. 3 WKRL und Artikel 2 Zif 5 DIRL zeigt sich, dass aufgrund des gleichlautenden Textes der Regelung in beiden Fällen dieselbe Person als Leistungsanbieter gemeint ist, dass also zwischen dem Begriff Verkäufer und Unternehmer im Sinne der WKRL bzw. DIRL kein systematischer Unterschied besteht.

## Vertragsmäßigkeit von Leistungen
In der WKRL wird in Bezug auf die vertragsmäßige Erfüllung von vereinbarten Leistungen aus dem Kaufvertrag auf subjektive und objektive Anforderungen abgestellt, die zum Zeitpunkt der Lieferung vorliegen müssen, um ein Rechtsgeschäft im Sinne dieser Richtlinien ordnungsgemäß abzuwickeln.
Eine Verringerung der objektiven Anforderungen ist nur unter bestimmten, eng auszulegenden Voraussetzungen möglich, so z. B., wenn der Käufer einer solchen Verringerung der objektiven Anforderungen an eine Leistung ausdrücklich und gesondert zugestimmt hat. Eine wesentliche Neuerung der WKRL ist die Einführung einer Aktualisierungsverpflichtung (Updatepflicht), die Teil der objektiven Vertragsmäßigkeit ist.

## Gewährleistung
Die Gewährleistung richtet sich grundsätzlich nach nationalem Recht. Verbraucher haben primär einen Anspruch auf unentgeltliche Herstellung des vertragsgemäßen Zustands ohne erhebliche Unannehmlichkeiten für sie innerhalb angemessener Frist (Nachbesserung oder Ersatzlieferung – siehe Artikel 13 Abs. 1 WKRL). Ist eine Nachbesserung oder Ersatzlieferung nicht möglich oder tunlich, so kann der Verbraucher eine Preisminderung verlangen oder den Vertrag auflösen (Wandlung – siehe Artikel 13 Abs. 4, Artikel 15 und 16 WKRL).
Den Verbraucher trifft keine Zahlungsverpflichtung für einen Zeitraum der Nutzung der Ware, wenn dieses einen relevanten Mangel aufweist. Auch dann nicht, wenn er einen Teil der Ware problemlos nutzen kann, andere jedoch nicht (Artikel 14 Abs. 4 WKRL). Die Unionsmitgliedstaaten können eine Rügeobliegenheit für Verbraucher einführen bzw. beibehalten, um einen Mangel gegenüber dem Unternehmer geltend machen zu können (Artikel 12 WKRL).
Die Gewährleistungsfrist beträgt grundsätzlich mindestens zwei Jahre (Artikel 10 WKRL) nach der Bereitstellung bei einmalig geschuldeter Leistung und auch für Waren mit digitalen Elementen. Bei fortlaufender Bereitstellung von Leistungen mit digitalen Elementen haftet der Unternehmer über die gesamte Dauer der Leistungserbringung (auch wenn diese von Dritten bereitgestellt wird, siehe auch Artikel 10 WKRL). Die Unionsmitgliedstaaten können längere Fristen beibehalten oder auch einführen (Artikel 10 Abs. 3 WKRL). Bei gebrauchten Waren können auch kürzere Fristen von den Unionsmitgliedstaaten vorgesehen werden, Minimum jedoch ein Jahr (Artikel 10 Abs. 6 WKRL).
Es besteht, wie bei der DIRL, die grundsätzliche gesetzliche Vermutung, dass eine Ware mangelhaft ist, wenn sie innerhalb eines Jahres nach Lieferung oder Endmontage relevante einen oder mehrere Mängel aufweist (Artikel 11 Abs. 1 WKRL). Diese Frist von einem Jahr können die Unionsmitgliedstaaten auf zwei Jahre ausweiten (Artikel 11 Abs. 2 WKRL). Bei Waren mit digitalen Elementen im Kaufvertrag die fortlaufende Bereitstellung des digitalen Inhalts oder der digitalen Dienstleistung über einen Zeitraum vorgesehen, so trägt bei einer Vertragswidrigkeit, die innerhalb des in Artikel 10 Absatz 2 genannten Zeitraums offenbar wird, der Verkäufer die Beweislast dafür, dass der digitale Inhalt oder die digitale Dienstleistung innerhalb des in dem angeführten Artikel genannten Zeitraums vertragsgemäß war (also auch über zwei Jahre hinaus, siehe Artikel 11 Abs. 3 WKRL).
Die Regelungen über den Rücktritt vom Vertrag sind weitgehend dem nationalen Recht überlassen worden (Artikel 16 WKRL).

## Verjährungsfristen
Die Verjährungsfristen im Zusammenhang mit der WKRL werden weiterhin von den Unionsmitgliedstaaten nach nationalem Recht geregelt. Es muss aber von den Unionsmitgliedstaaten sichergestellt werden, dass solche Verjährungsfristen es dem Verbraucher tatsächlich auch ermöglichen, die Abhilfen nach Artikel 13 WKRL bei einer Vertragswidrigkeit, für die der Verkäufer gemäß Artikel 10 Abs. 1 und 2 WKRL haftet und die innerhalb des in diesen Absätzen genannten Zeitraums offenbar wird, in Anspruch zu nehmen (Artikel 10 Abs. 4 und 5 WKRL). Die Unionsmitgliedstaaten können vorsehen, dass sich der Verkäufer und der Verbraucher im Falle von gebrauchten Waren auf Vertragsklauseln oder Vereinbarungen über kürzere Haftungszeiträume oder Verjährungsfristen als in den Absätzen 1, 2 und 5 des Artikel 10 WKRL genannt einigen können, sofern diese kürzeren Fristen ein Jahr nicht unterschreiten.

## Abgrenzung der DIRL und WKRL
Die DIRL und die WKRL ergänzen einander. Die DIRL gilt für daher in Abgrenzung zur WKRL auch für:
- digitale Inhalte, die auf körperlichen Datenträgern wie DVDs, CDs, USB-Sticks und Speicherkarten bereitgestellt werden, sowie
- für den körperlichen Datenträger selbst (…),sofern die körperlichen Datenträger ausschließlich als Träger der digitalen Inhalte dienen. Ergänzend zu den Bestimmungen der DIRL gelten Bestimmungen der Verbraucherrechte-Richtlinie[28] für diese körperlichen Datenträger und die auf ihnen bereitgestellten digitalen Inhalte.
- Bestehen Zweifel, ob die Bereitstellung von digitalen Inhalten oder digitalen Dienstleistungen Teil des Kaufvertrags ist, sollte die Richtlinie (EU) 2019/771 gelten, um Unsicherheit sowohl bei den Händlern als auch bei den Verbrauchern zu vermeiden.[29]

## Geltungsbereich der Richtlinie

### Räumlicher Geltungsbereich
Der Geltungsbereich der Richtlinie (EU) 2019/771 bestimmten vertragsrechtlichen Aspekten der Bereitstellung digitaler Inhalte und digitaler Dienstleistungen erstreckt sich auf die Unionsmitgliedstaaten und die anderen Mitgliedstaaten des EWR.

### Zeitlicher Geltungsbereich
Die DIRL gilt ab Inkrafttreten der nationalen Umsetzungsmaßnahmen (spätestens ab  1. Januar 2022). Im Gegensatz zu Verträgen, welche der DIRL unterliegen, gilt die WKRL nicht für vor dem 1. Januar 2022 geschlossene Verträge (Artikel 24 Abs. 2 WKRL).

## Rechtsschutz

### Verschlechterungsverbot
Gemäß Artikel 4 WKRL dürfen die Unionsmitgliedstaaten grundsätzlich im nationalen Recht keine von den Bestimmungen dieser Richtlinie abweichenden Vorschriften aufrechterhalten oder wieder einführen. Dies gilt ausdrücklich auch für strengere oder weniger strenge Vorschriften zur Gewährleistung eines anderen Verbraucherschutzniveaus.

### Angemessene und wirksame Sanktionen
Die Unionsmitgliedstaaten müssen dafür sorgen, dass angemessene und wirksame Mittel vorhanden sind, mit denen die Einhaltung dieser Richtlinie sichergestellt wird (Artikel 19 Abs. 1 WKRL).

### Verbandsklagerecht
Die WKRL räumt Personen oder Organisationen, die nach nationalem Recht ein berechtigtes Interesse daran haben, die vertraglichen Rechte und die Datenschutzrechte der Verbraucher zu schützen (z. B. Verbraucherverbänden oder ähnlichen), das Recht ein, sich an ein Gericht oder eine Verwaltungsbehörde, die über Beschwerden entscheiden oder geeignete gerichtliche Schritte einleiten kann, zu wenden, um sicherzustellen, dass die nationalen Bestimmungen zur Umsetzung der vorliegenden Richtlinie angewendet werden.

## Rechtsgrundlage
Der Erlass der Richtlinie (EU) 2019/771 wurde insbesondere auf Artikel 114 AEUV gestützt (Maßnahmen zur Angleichung von Rechts- und Verwaltungsvorschriften der Unionsmitgliedstaaten, welche die Errichtung und das Funktionieren des Binnenmarktes zum Gegenstand haben).
Die Richtlinie wurde vom Rat und dem Europäischen Parlament im Rahmen des ordentlichen Gesetzgebungsverfahrens erlassen.

## Aufbau der Richtlinie (EU) 2019/771
Die Richtlinie (EU) 2019/771 hat folgenden Aufbau:
- Artikel 1 (Gegenstand und Zweck)
- Artikel 2 (Begriffsbestimmungen)
- Artikel 3 (Anwendungsbereich)
- Artikel 4 (Grad der Harmonisierung)
- Artikel 5 (Vertragsmäßigkeit von Waren)
- Artikel 6 (Subjektive Anforderungen an die Vertragsmäßigkeit)
- Artikel 7 (Objektive Anforderungen an die Vertragsmäßigkeit)
- Artikel 8 (Unsachgemäße Montage oder Installierung der Waren)
- Artikel 9 (Rechte Dritter)
- Artikel 10 (Haftung des Verkäufers)
- Artikel 11 (Beweislast)
- Artikel 12 (Rügeobliegenheit)
- Artikel 13 (Abhilfen bei Vertragswidrigkeit)
- Artikel 14 (Nachbesserung der Waren oder Ersatzlieferung)
- Artikel 15 (Preisminderung)
- Artikel 16 (Beendigung des Kaufvertrags)
- Artikel 17 (Gewerbliche Garantien)
- Artikel 18 (Rückgriffsrechte)
- Artikel 19 (Rechtsdurchsetzung)
- Artikel 20 (Information der Verbraucher)
- Artikel 21 (Zwingender Charakter)
- Artikel 22 (Änderungen der Verordnung (EU) 2017/2394 und der Richtlinie 2009/22/EG)
- Artikel 23 (Aufhebung der Richtlinie 1999/44/EG)
- Artikel 24 (Umsetzung)
- Artikel 25 (Überprüfung)
- Artikel 26 (Inkrafttreten)
- Artikel 27 (Adressaten)

## Umsetzung der Richtlinie
Die Richtlinie ist gemäß Artikel 24 der Richtlinie (EU) 2019/771 bis zum 1. Juli 2021 von den Unionsmitgliedstaaten in nationales Recht umzusetzen. Das zuständige Bundesministerium der Justiz und für Verbraucherschutz hat am 10. Dezember 2020 den Referentenentwurf zur Umsetzung der Richtlinie in nationales Recht vorgelegt.
Durch den Erlass der Richtlinie wurde die Verordnung (EU) 2017/2394 und die Richtlinie 2009/22/EG geändert sowie die Richtlinie 1999/44/EG aufgehoben.
Mit der vollständigen Umsetzung dieser Richtlinie und dem Inkrafttreten der nationalen Bestimmungen in den Unionsmitgliedstaaten, wird die Richtlinie 1999/44/EG ab dem 1. Januar 2022 ersatzlos aufgehoben. Bezugnahmen auf die Richtlinie 1999/44/EG in anderen Rechtsakten der Union oder der Unionsmitgliedstaaten gelten dann als Bezugnahmen auf die WKRL und sind gemäß der Entsprechungstabelle im Anhang zur WKRL zu Verstehen (Artikel 23 WKRL).
Die Umsetzung der Richtlinie in deutsches Recht erfolgte durch das Gesetz zur Regelung des Verkaufs von Sachen mit digitalen Elementen und anderer Aspekte des Kaufvertrags, das der Deutsche Bundestag am 24. Juni 2021 beschlossen hat.

## Trivia
Die Richtlinie ist geprägt durch sehr umfangreiche Erwägungsgründe (72), die im Gesamten im Text der Richtlinie rund 70 % ausmachen (inkl. der Fußnoten). Der von den Unionsmitgliedstaaten umzusetzende Richtlinientext selbst weist daher nur etwa 30 % des Gesamtumfanges der Richtlinie auf.